# Janova Lehota
Janova Lehota és un poble i municipi d'Eslovàquia. Es troba a la regió de Banská Bystrica.

## Història
La primera menció escrita de la vila es remunta al 1487.

## Demografia
| Godina             | 1994 | 2004   | 2014   | 2024   |
| ------------------ | ---- | ------ | ------ | ------ |
| Nombre de persones | 826  | 863    | 927    | 917    |
| Diferència         |      | +4,47% | +7,41% | −1,07% |

| Godina             | 2023 | 2024   |
| ------------------ | ---- | ------ |
| Nombre de persones | 905  | 917    |
| Diferència         |      | +1,32% |